# Дерусова Інна Миколаївна
Інна Миколаївна Дерусова (5 липня 1970, Кривий Ріг, УРСР  — 26 лютого 2022, Охтирка, Сумська область, Україна) — українська військовослужбовиця, сержант медичної служби ЗСУ 58-ї ОМБ ім. Івана Виговського, учасниця російсько-української війни. Герой України (12 березня 2022, посмертно).

## Життєпис
Народилася 5 липня 1970 року. Закінчила Тернопільський педагогічний університет імені Володимира Гнатюка, після універсиету працювала медиком.
2013 року брала участь у Революції гідності на Майдані Незалежності в Києві, рятувала поранених снайперами людей, учасниця АТО.
2015 року прийшла до лав ЗСУ. Після навчання, як бойовий медик у складі 58-ї окремої мотопіхотної бригади імені Івана Виговського виконувала завдання командування в таких локаціях, як Золоте, Горіхове, Верхньоторецьке, Авдіївка, Кримське, Торецьк, Піски.
З 24 лютого 2022 року Деруова як старший бойовий медик брала участь в боях за Охтирку Сумської області. Врятувала понад 10 військовослужбовців, ризикуючи життям. Загинула 26 лютого 2022 року від артилерійського обстрілу з боку російських військ, надаючи допомогу пораненим. У Інни залишилися мати, син Олександр, брат Ігор, який 2014 року пішов служити добровольцем у складі 40 ОМПБ Кривбас Тро. 4 квітня 2022 року Ігор загинув у Запоріжжі.
13 травня 2022 року Інна Дерусова похована на Алеї Слави на Центральному кладовищі в Кривому Розі.

## Нагороди
- звання «Герой України» з удостоєнням ордена «Золота Зірка» (12 березня 2022, посмертно) — за особисту мужність і героїзм, виявлені у захисті державного суверенітету та територіальної цілісності України, вірність військовій присязі.
- медаль «Захиснику Вітчизни» (12 грудня 2021) — за особисту мужність і самовіддані дії, виявлені у захисті державного суверенітету та територіальної цілісності України, зразкове виконання військового обов'язку.
- Медаль за учасник АТО.
- Медаль за саможертовність та любов.
- Нагрудні знаки за оборону Авдіївка за взірцевість у військовій службі 3 ступеня.
- Нагрудний знак за заслуги перед містом Кривого Рогу 3 ступеня (14 травня 2022) (посмертно).

## Ушанування пам'яті
- 13.03.2022 Президент Зеленський у зверненні назвав Дерусову першою жінкою — Героєм України, якій звання надано посмертно[3][6], проте такі нагородження проводилися і раніше[7].
- У квітні 2022 року в Мукачеві на Закарпатті було перейменовано вулицю Зої Космодем'янської на честь Інни Дерусової.
- 28 жовтня 2022 року в Кривому Розі було перейменовано вулицю Генерала Кузнєцова на честь Інни Дерусової[8].